# Грав, Жан
Жан Грав (фр. Jean Grave; 16 октября 1854, Ле-Брей-сюр-Куз — 8 декабря 1939, Виенн-ан-Валь) — французский общественный деятель, философ, публицист, теоретик анархизма, популяризатор идей и работ Петра Кропоткина во Франции.
Происходил из бедной семьи из Оверни, но провёл свою юность в Париже, где уже будучи социалистом заинтересовался идеями русского анархиста Петра Кропоткина. В 1892 году опубликовал работу «La société mourante et l’anarchie» («Умирающее общество и анархия»), основанную на идеях Кропоткина. В результате принятия в декабре 1893 и июне 1894 года законов против анархистов, особенно их пропагандистской и издательской деятельности, было — в связи с содержанием его работы — обвинён в поощрении убийств, поджогов и воровства и приговорён к двум годам тюремного заключения и 1000 франков штрафа. 
4 мая 1895 года вышел первый номер редактировавшейся им газеты «Les Temps Nouveaux» («Новые времена») политической и художественной тематики. Грав последовательно проповедовал анархо-коммунизм, противоположный тенденциям популярного во Франции анархо-индивидуализма, в особенности иллегализма. По этой причине он, несмотря на масштабы осуществляемой им журналистской деятельности, оставался противоречивой фигурой во французском анархистском движении
После начала Первой мировой войны переехал в Лондон. Был одним из подписавших Манифест шестнадцати, в котором — несмотря на антивоенную суть анархизма — призывал воевать с немцами и их союзниками до победного конца.